# آراکل گریچ
آراکل گریچ (ارمنی: Առաքել Գրիչ) نویسنده سده پانزدهم میلادی اهل ارمنستان بود.
وی در دانشگاه صومعه آواگ ارزنجان تحصیل نموده‌است. از وی ده اثر باقی مانده‌است.